# هیوندای گتز

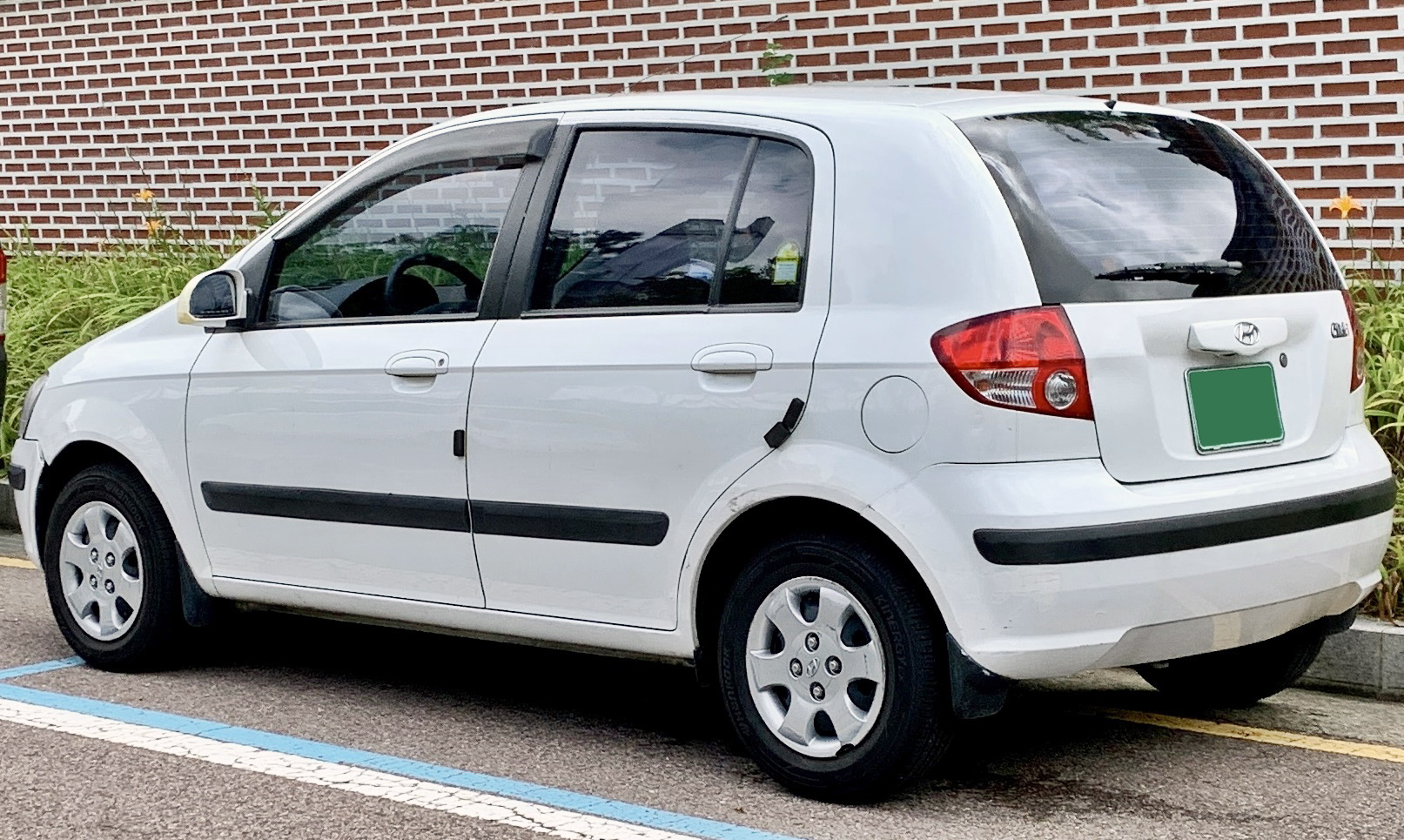

هیوندای گتز (Hyundai Getz) خودرویی است که از سال ۲۰۰۲ تا کنون در کره جنوبی، هند، ونزوئلا، مالزی، ترکیه و مصر تولید شده‌است. طول آن در حالت طبیعی ۱۵۰٫۰ اینچ (۳٬۸۱۰ میلیمتر)، عرض آن در حالت طبیعی ۶۵٫۵ اینچ (۱٬۶۶۴ میلیمتر)، ارتفاع آن در حالت طبیعی ۵۸٫۸ اینچ (۱٬۴۹۴ میلیمتر) و وزن آن در حالت طبیعی ۲٬۳۱۵ پوند (۱٬۰۵۰ کیلوگرم) است.